# Arniocera lautuscula
Arniocera lautuscula is een vlinder uit de familie venstervlekjes (Thyrididae). De wetenschappelijke naam van deze soort is voor het eerst geldig gepubliceerd in 1897 door Karsch.
De soort komt voor in tropisch Afrika.